# نايف طعاني
نايف إبراهيم الطعاني (1937-2018) محامي وسياسي ووزير وبرلماني وخبير ورياضي سوري من محافظة درعا.

## النشأة والتعليم
ولد نايف ابراهيم الطعاني في مدينة درعا 1937م اكمل تعليمه في مدارس درعا درس في معهد دار المعلمين "بدرعا" وتخرج فيه، وفي نفس الوقت تقدم لامتحان الثانوية العامة الفرع الادبي وحصل على الشهادة، ثم تابع الدراسة في جامعة دمشق- كلية الحقوق وبنفس الوقت عين في محافظة "السويداء" كمدرس، تخرج في جامعة "دمشق" في عام 1964.

## وظائفه ومناصبه
- مؤسس نادي "الطليعة" الرياضي الذي بعد دمجه اصبح نادي الشعلة العريق بحوران ،وتم تأسيسه بتمويل ذاتي
- عام /1959/ امين سر الاتحاد العام لكرة اليد في سورية
- قائد كشفي للمعسكر الكشفي الرابع في "تونس"».
- عام /1977/ عضو في مجلس الشعب
- وزير دولة لشؤون مجلس الشعب على مدار خمسة اعوام، وذلك من عام /1980-1985/ مع الاستمرار في عضوية مجلس الشعب. حكومة عبد الرؤوف الكسم الأولى[2] والثانية.[3]

## الوفاة
توفي في يوم الثلاثاء 6 رمضان 1439 الموافق 22 ايار 2018 وشيع جثمانة من مشفى المجتهد بدمشق الى مسقط راسه درعا وصلى عليه في جامع موسى بن نصير ودفن في مقبرة درعا